# Costante di Kaprekar
Il numero 6174 è conosciuto come la costante di Kaprekar in onore del matematico indiano Dattatreya Ramachandra Kaprekar che la scoprì. Tale numero possiede la seguente proprietà:
1. Prendere qualsiasi numero di quattro cifre, usandone almeno due differenti (si possono inserire degli zeri anche all'inizio).
2. Posizionare le cifre in ordine decrescente e poi in ordine crescente così da ottenere due numeri di quattro cifre, aggiungendo degli zeri iniziali se necessario.
3. Sottrarre il numero minore dal maggiore.
4. Ripetere il processo partendo dal punto 2.
5. In questo modo il processo sopra descritto, conosciuto come l'operazione di Kaprekar, andrà sempre incontro al suo punto fisso, il 6174, in al massimo 7 iterazioni. Una volta raggiunto il 6174, il processo continuerà a dare 7641 – 1467 = 6174.

Per esempio, consideriamo il numero 3524:
5432 – 2345 = 3087
8730 – 0378 = 8352
8532 – 2358 = 6174
Gli unici numeri a quattro cifre che attraverso l'operazione di Kaprekar non raggiungono il 6174 sono i numeri a cifra ripetuta come 1111, che daranno come risultato 0 dopo una singola iterazione. Tutti gli altri numeri a quattro cifre raggiungeranno sempre il 6174 se si aggiungono opportunamente degli zero per mantenere il numero di cifre a 4:
2111 – 1112 = 0999
9990 – 0999 = 8991 (invece che 999 – 999 = 0)
9981 – 1899 = 8082
8820 – 0288 = 8532
8532 – 2358 = 6174
9831 raggiunge 6174 dopo 7 iterazioni:
9831 – 1389 = 8442
8442 – 2448 = 5994
9954 – 4599 = 5355
5553 – 3555 = 1998
9981 – 1899 = 8082
8820 – 0288 = 8532 (invece che 882 – 288 = 594)
8532 – 2358 = 6174
8774, 8477, 8747, 7748, 7487, 7847, 7784, 4877, 4787, e 4778 si stabilizzano al 6174 dopo 4 iterazioni:
8774 – 4778 = 3996
9963 – 3699 = 6264
6642 – 2466 = 4176
7641 – 1467 = 6174
Da notare che in ogni iterazione dell'operazione di Kaprekar, i due numeri che vengono coinvolti nella sottrazione possiedono la stessa somma di cifre, cioè 9. Di conseguenza il risultato di ogni iterazione dell'operazione di Kaprekar è sempre un multiplo di 9.

Sequenza delle trasformazioni di Kaprekar terminanti in 6174

Il numero 495 è la costante equivalente per i numeri a tre cifre. Per i numeri a cinque o più cifre non esistono costanti equivalenti; per ogni lunghezza di cifre l'operazione può terminare con uno dei tanti punti fissi oppure può entrare in loop.

Sequenza della trasformazione a tre cifre di Kaprekar terminanti in 495